# Hironori Ishikawa
Hironori Ishikawa (石川 大徳 Ishikawa Hironori?), född 6 januari 1988 i Tokyo prefektur, är en japansk fotbollsspelare.
Ishikawa började sin karriär 2008 i Mito HollyHock. 2010 flyttade han till Sanfrecce Hiroshima. Han spelade 35 ligamatcher för klubben. Med Sanfrecce Hiroshima vann han japanska ligan 2012 och 2013. Efter Sanfrecce Hiroshima spelade han för Vegalta Sendai, Oita Trinita, Mito HollyHock, Thespakusatsu Gunma och SC Sagamihara. Han avslutade karriären 2016.